# Wario
Wario (ワリオ?) è un personaggio del franchise di Mario.
È la controparte opposta, ma di importanza secondaria, rispetto a Mario, simile a esso ma più tozzo; molto più forte e muscoloso, ha come caratteristica distintiva proprio la forza: è l'unico personaggio di Super Mario 64 DS capace di staccare cartelli e di rompere i grandi e grossi cubi neri e i bastoni grossi che spuntano da terra in un solo colpo.
È diventato il protagonista di un'omonima serie di videogiochi. La massima ambizione di Wario è avere un castello tutto suo, ma la cosa che dimostra di amare di più al mondo è il denaro.

## Nome
Il suo nome deriva dall'unione tra l'aggettivo giapponese warui (悪い?), che vuol dire "cattivo", e il nome Mario; quindi il significato del nome Wario può essere letto come "Mario rovesciato cattivo", dato che la 'M' è graficamente una 'W' rovesciata. Questo si può osservare anche sul suo cappello, la cui 'W' è per l'appunto rappresentata come la 'M' di Mario ribaltata, in una allusione alle loro personalità opposte.

## Storia

Il suo simbolo

Wario è il rivale di Mario. La sua avidità lo porta a compiere atti malvagi, come il sequestro del castello di Mario. A causa della sua personalità, non è molto amato dai cittadini del Regno dei Funghi, ma in molte occasioni ha aiutato i suoi abitanti. Wario è l'esatto opposto di Mario, a partire dalla lettera M rovesciata. Dopo il suo debutto come antagonista in Super Mario Land 2: 6 Golden Coins, è diventato il protagonista di una serie di giochi tutta sua, a partire da Wario Land: Super Mario Land 3 e tutti i suoi seguiti. Come Mario, Wario ha una miriade di trasformazioni, che gli vengono donate da alcuni "vasi", come in Wario Land, o dai danni provocati dai nemici come in Wario Land II.
In Yoshi's Island DS, Wario fa la sua comparsa sotto forma di Baby Wario e dopo la sua avventura a bordo degli Yoshi, verrà portato via da una banda di Furfi. A partire dal 1993, è diventato protagonista di proprie piattaforme Nintendo. Wario Land: Super Mario Land 3 vede Wario impegnato nella ricerca di un nuovo castello, dopo il fallito tentativo di conquistare quello di Mario, e ben presto avrà contro di sé la piratessa Capitan Melassa e la sua ciurma, tutti avversari molto più pericolosi di quelli affrontati da Mario.
Wario possiede l'abilità della metamorfosi: Toro, Jet e Drago sono le trasformazioni che è in grado di eseguire nel primo gioco, che aumentano sempre di più negli episodi successivi della saga.
Appare in quasi tutti gli spin-off del franchise di Mario, come Mario Golf, Mario Kart, Mario Party e Mario Tennis. Più recentemente, affiancando la serie di Wario Land, è diventato protagonista della serie di Wario Ware, giochi composti a loro volta da tanti minigiochi tutti diversi tra di loro. Infatti Wario possiede l'azienda WarioWare.Inc, che crea minigiochi. Dopo aver fatto il suo debutto come lottatore in Super Smash Bros. Brawl, torna in azione nel gioco Wario Land: The Shake Dimension, un platform a due dimensioni per Wii.
In alcuni spin-off e negli ultimi due capitoli di Super Smash Bros., ha l'abilità speciale di produrre peti tossici per attaccare i suoi avversari.
Di recente è emerso che Wario, era stato pensato come un boss nell'originale  Super Mario 64, ma l'idea è stata scartata ancor prima di cominciare i lavori al gioco. Non si sa se fosse stato un boss importante come Bowser oppure un semplice boss di livello.

## Baby Wario

Baby Wario

Baby Wario è Wario da bambino, appare unicamente in Yoshi's Island DS. Il suo potere è di attrarre le monete a sé, usando un'immensa calamita che tiene in mano. Ciò dimostra che già da piccolo era avido di denaro. Nel mondo 5-8 ha avuto una lite con Baby Bowser per alcune monete d'oro. Anche da piccolo ha gli stessi caratteri fisionomici del Wario adulto: per esempio ha il naso rosa.
Wario è sempre stato complice di Bowser e di Waluigi nel porsi come nemico di Mario.

## Trasformazioni

### Wario Vampiro
Appare per la prima volta in Wario Land 3. Per trasformarsi in esso Wario deve toccare un Minicula. È in grado di sconfiggere qualsiasi avversario semplicemente toccandolo e di trasformarsi in pipistrello.
Nella forma vampiro si presenta col suo solito cappello e tuta da idraulico con un mantello nero, occhi gialli con pupille rosse e volto blu.
Nella forma pipistrello le ali rosse e viola (che gli permettono di volare) si sostituiscono al mantello, gli occhi diventano rosso sangue con pupille nere e il volto viola.

### Mini Wario
Appare per la prima volta in Super Mario Land 2: 6 Golden Coins. È sprovvisto di cappello, ha pochi capelli ed esigue dimensioni.

### Wario Toro
Appare per la prima volta in Wario Land: Super Mario Land 3. In questo stato, ottenuto mangiando aglio, è in grado di caricare con molta più potenza rispetto al normale e può eseguire potentissimi schianti a terra.

### Wario di ferro
In Super Mario 64 DS, se Wario raccoglie un Fiore Potenza si trasforma in Wario di ferro, ovvero una controparte metallica (Nella versione per Nintendo 64, questa trasformazione è stata affidata a Mario). In questa forma è in grado di camminare sopra la lava, camminare sul fondo di corpi idrici, distruggere i nemici semplicemente andandogli addosso, resistere ai forti venti e alle correnti sottomarine, ma, nonostante sia molto pesante, la sua velocità e la capacità di salto non varia.

### Wario-Man
In alcuni capitoli della serie WarioWare, Wario si trasforma in Wario-Man mangiando una speciale testa d'aglio. In questo stato la sua forza aumenta, è invulnerabile a qualsiasi attacco e diventa molto più agile e veloce. Questa forma è presente anche in Super Smash Bros. Brawl, Super Smash Bros. per Nintendo 3DS e Wii U e Super Smash Bros. Ultimate come Smash-Finale, ed è in grado di fluttuare in aria dopo un doppio salto e fare flatulenze ancora più potenti.

### Wario affamato
In alcuni capitoli della serie Wario Land, se Wario viene colpito da delle fiamme inizierà a prendere fuoco e a correre in giro. In questo stato non può essere controllato, tranne che per il salto. Si possono spegnere le fiamme cadendo in acqua o aspettando che si esaurisca l'effetto.

## Apparizioni

Wario con la tuta da motociclista nella serie WarioWare

### Apparizioni come personaggio non giocabile
- Super Mario Land 2: 6 Golden Coins - GameBoy - 1992
- Mario & Wario - SNES - 1993
- Wario's Woods - NES, SNES - 1994
- Dancing Stage: Mario Mix - GameCube - 2005
- Mario Kart Arcade GP VR - Arcade - 2017

### Apparizioni come personaggio giocabile
- Wario Land: Super Mario Land 3 - GameBoy - 1994
- Wario Blast: Featuring Bomberman! - GameBoy - 1994
- Mario's Super Picross - SNES - 1995
- Virtual Boy Wario Land - Virtual Boy - 1995
- Mario Kart 64 - Nintendo 64 - 1996
- Picross 2 - GameBoy - 1996
- Wario Land 2 - GameBoy, Game Boy Color - 1998
- Mario Party - Nintendo 64 - 1998
- Mario Golf - Nintendo 64 - 1999
- Mario Golf - Nintendo 64, Game Boy Color - 1999
- Mario Party 2 - Nintendo 64 - 1999
- Mario Tennis - Nintendo 64 - 2000
- Mario Tennis (Game Boy Color) - Game Boy Color - 2000
- Wario Land 3 - Game Boy Color - 2000
- Mario Party 3 - Nintendo 64 - 2000
- Wario Land 4 - Game Boy Advance - 2001
- Dr. Mario 64 - Nintendo 64 - 2001
- Mario Kart: Super Circuit - Game Boy Advance - 2001
- Mario Party 4 - GameCube - 2002
- Wario World - GameCube - 2003
- Mario Kart: Double Dash!! - GameCube - 2003
- Mario Party-e - Game Boy Advance - 2003
- Mario Party 5 - GameCube - 2003
- WarioWare, Inc: Minigame Mania - Game Boy Advance - 2003
- WarioWare, Inc.: Mega Party Game$ - GameCube - 2003
- Mario Golf: Toadstool Tour - GameCube - 2003
- Super Mario 64 DS - Nintendo DS - 2004
- WarioWare: Touched! - Nintendo DS - 2004
- WarioWare: Twisted! - Game Boy Advance - 2004
- Mario Power Tennis - GameCube, Wii - 2004
- Mario Golf: Advance Tour - Game Boy Advance - 2004
- Mario Party 6 - GameCube - 2004
- Mario Kart DS - Nintendo DS - 2005
- Mario Party 7 - GameCube - 2005
- Mario Smash Football - GameCube - 2005
- Mario Power Tennis - Game Boy Advance - 2005
- Mario Kart Arcade GP - Arcade - 2005
- Mario Slam Basketball - Nintendo DS - 2006
- New Super Mario Bros. - Nintendo DS - 2006
- WarioWare: Smooth Moves - Wii - 2006
- Wario: Master of Disguise - Nintendo DS - 2007
- Mario Kart Arcade GP 2 - Arcade - 2007
- Mario Party 8 - Wii - 2007
- Mario Party DS - Nintendo DS - 2007
- Mario Strikers Charged Football - Wii - 2007
- Mario & Sonic ai Giochi Olimpici - Wii, Nintendo DS - 2007, 2008
- Mario Super Sluggers - Wii - 2008
- WarioWare: Snapped! - Nintendo DSi - 2008
- Mario Kart Wii - Wii - 2008
- Super Smash Bros. Brawl - Wii - 2008
- Wario Land: The Shake Dimension - Wii - 2008
- Mario & Sonic ai Giochi Olimpici Invernali - Wii, Nintendo DS - 2009
- WarioWare D.I.Y. - Nintendo DS - 2009
- WarioWare D.I.Y. Showcase - Wii - 2009
- Mario Sports Mix - Wii - 2010
- Mario Kart 7 - Nintendo 3DS - 2011
- Mario & Sonic ai Giochi Olimpici di Londra 2012 - Wii, Nintendo 3DS - 2011, 2012
- Mario Tennis Open - Nintendo 3DS - 2012
- Mario Party 9 - Wii - 2012
- Game & Wario - Wii U - 2013
- Mario & Sonic ai Giochi Olimpici Invernali di Sochi 2014 - Wii U - 2013
- Mario Golf: World Tour - Nintendo 3DS - 2013
- Mario Kart Arcade GP DX - Arcade - 2013
- Mario Party: Island Tour - Nintendo 3DS - 2013
- Mario Kart 8 - Wii U - 2014
- Super Smash Bros. per Nintendo 3DS e Wii U - Nintendo 3DS, Wii U - 2014
- Mario Party 10 - Wii U - 2015
- Mario Tennis: Ultra Smash - Wii U - 2015
- Mario Party: Star Rush - Nintendo 3DS - 2016
- Mario & Sonic ai Giochi Olimpici di Rio 2016 - Arcade, Nintendo 3DS, Wii U - 2016
- Mario Kart 8 Deluxe - Nintendo Switch - 2017
- Mario Sports Superstars - Nintendo 3DS - 2017
- Mario Party: The Top 100 - Nintendo 3DS - 2017
- WarioWare Gold - Nintendo 3DS - 2018
- Mario Tennis Aces - Nintendo Switch - 2018
- Super Mario Party - Nintendo Switch - 2018
- Super Smash Bros. Ultimate - Nintendo Switch - 2018
- Mario Kart Tour - iOS, Android - 2019
- Mario & Sonic ai Giochi Olimpici di Tokyo 2020 - Nintendo Switch, Arcade - 2019, 2020
- Mario Golf: Super Rush - Nintendo Switch - 2021
- WarioWare: Get It Together! - Nintendo Switch - 2021
- Mario Party Superstars - Nintendo Switch - 2021
- WarioWare: Move It! - Nintendo Switch - 2023

## Accoglienza
Dalla sua apparizione in Wario Land: Super Mario Land 3, Wario è diventato una mascotte consolidata per Nintendo e ha ricevuto un'accoglienza ampiamente positiva. Nintendo Power ha descritto Wario come un "tizio piuttosto insolito" che "non si può fare a meno di apprezzare". Ha anche indicato i suoi baffi tra i migliori nei giochi Nintendo.Computer and Video Games ha trovato la leggerezza dei giochi di Wario "liberatoria" rispetto ai grandi franchise di Nintendo come Mario e The Legend of Zelda, affermando che sia possibile "immedesimarsi di più con l'irrimediabilmente materialista Wario che con Mario. Nel profondo, preferiremmo tutti inseguire sterline piuttosto che principesse". L'editore di IGN Travis Fahs ha commentato che, sebbene Wario non sia il personaggio più simpatico, la sua forte sicurezza oscura i suoi difetti e lo rende divertente.  Il sito web in seguito ha classificato Wario al 31º posto in una lista dei "100 migliori cattivi dei videogiochi". Nel libro A Parent's Guide to Nintendo Games: A Comprehensive Look at the Systems and the Games, Craig Wessel ha descritto Wario come una "svolta sinistra" di Mario.  In Icons of Horror and the Supernatural: An Encyclopedia of Our Worst Nightmares, Volume 1, S. T. Joshi ha citato Waluigi e Wario come esempi di alter ego, e quanto sia popolare presentare tali archetipi di personaggi. Den of Geek ha classificato Wario in Super Smash Bros. Ultimate come il 18° miglior personaggio giocabile.  Nell'agosto 2019, uno screenshot di Mario & Sonic ai Giochi Olimpici di Tokyo 2020 che mostrava Wario nel suo costume da bagno sembrava raffigurarlo senza capezzoli, portando i fan e il sito web di videogiochi Polygon a speculare scherzosamente sulla sua mancanza di caratteristiche anatomiche.

### Apparizioni in altri media
- Molti oggetti di merchandise riguardanti Wario sono stati prodotti, come peluche, action figure, magliette e adesivi. Inoltre, esistono dei kart radiocomandati ispirati alla serie di Mario Kart, tra i quali è presente quello di Wario.
- Wario è apparso nell'episodio di South Park Imaginationland, insieme ad altri personaggi malvagi. Un'altra sua apparizione in una serie televisiva è in Robot Chicken dove partecipa a una gara automobilistica.